# فاسيليس هاتزبيناجس
فاسيليس هاتزبيناجس (باليونانية: Βασίλης Χατζηπαναγής) مواليد 26 أكتوبر 1954 في طشقند، جمهورية أوزبكستان الاشتراكية السوفيتية، الاتحاد السوفيتي، هو لاعب كرة قدم أوزبكستاني سابق كان يلعب كلاعب وسط. لعب خلال مسيرته 377 مباراة سجل خلالها 84 هدفاً.

## المسيرة الاحترافية

### أندية لعب لها
- نادي باختاكور طشقند

## روابط خارجية
- فاسيليس هاتزبيناجس على موقع قاعدة بيانات كرة القدم.إي يو (الإنجليزية)
- فاسيليس هاتزبيناجس على موقع ناشيونال فوتبول تيمز (الإنجليزية)
- فاسيليس هاتزبيناجس على موقع عالم كرة القدم.نت (الإنجليزية)